# Tovomita turbinata
Tovomita turbinata är en tvåhjärtbladig växtart som beskrevs av Jules Émile Planchon och Triana. Tovomita turbinata ingår i släktet Tovomita och familjen Clusiaceae. Inga underarter finns listade i Catalogue of Life.